# Earl Barron
Earl Daniel Barron, Jr. (Clarksdale, Misisipi, 14 de agosto de 1981) es un exjugador de baloncesto que fue profesional durante catorce temporadas, ocho de ellas en la NBA. Con 2,13 de estatura jugaba en la posición de pívot.

## Trayectoria deportiva

### Profesional
Tras pasar por la Universidad de Memphis no fue elegido en el draft, y comenzó su carrera profesional en el Tuborg Pilsener de la liga turca, en 2003. En la 2005/06, también ha jugado en Filipinas y en la NBDL, y en Miami Heat de la NBA hasta 2008. 
En agosto de 2008 se incorporó al Fortitudo Bologna de la Serie A de Italia, pero, debido a una lesión que sufrió en el tobillo, en noviembre de ese año tuvo que dejar el equipo sin haber podido debutar oficialmente.
En abril de 2010 firmó un contrato de 10 días con New York Knicks de la NBA. El 16 de noviembre de 2010 fichó como agente libre por Phoenix Suns.
En enero de 2017 regresó a los Taipei Fubon Braves de Taiwán, en lo que sería su última experiencia como jugador profesional.
Tras retirarse, se convirtió en entrenador de baloncesto, trabajando como asistente en los Northern Arizona Suns en la temporada 2017-18 de la NBA G League.

## Estadísticas de su carrera en la NBA

### Temporada regular
| Año     | Equipo       | PJ  | PT | MPP  | %TC  | %3P  | %TL   | RPP  | APP | ROB | TPP | PPP  |
| ------- | ------------ | --- | -- | ---- | ---- | ---- | ----- | ---- | --- | --- | --- | ---- |
| 2005-06 | Miami        | 8   | 0  | 5.6  | .313 | .000 | .750  | 1.3  | .0  | .0  | .0  | 1.6  |
| 2006-07 | Miami        | 28  | 0  | 7.3  | .289 | .000 | .944  | 1.5  | .2  | .2  | .1  | 2.3  |
| 2007-08 | Miami        | 46  | 15 | 19.3 | .404 | .077 | .701  | 4.3  | .6  | .4  | .2  | 7.1  |
| 2009-10 | New York     | 7   | 6  | 33.1 | .441 | .000 | .759  | 11.0 | 1.1 | .6  | .6  | 11.7 |
| 2010-11 | Phoenix      | 12  | 6  | 15.3 | .235 | .000 | .600  | 3.3  | .3  | .5  | .3  | 3.0  |
| 2010-11 | Milwaukee    | 7   | 0  | 12.1 | .459 | .000 | 1.000 | 3.1  | .6  | .3  | .3  | 5.1  |
| 2010-11 | Portland     | 2   | 1  | 18.5 | .273 | .000 | .500  | 7.0  | 1.5 | .0  | .0  | 3.5  |
| 2011-12 | Golden State | 2   | 0  | 4.5  | .500 | .000 | .000  | .5   | .0  | .0  | .0  | 2.0  |
| 2012-13 | Washington   | 11  | 1  | 11.1 | .351 | .000 | .400  | 3.9  | .3  | .4  | .4  | 2.5  |
| 2012-13 | New York     | 1   | 1  | 37.0 | .357 | .000 | .500  | 18.0 | 2.0 | .0  | 1.0 | 11.0 |
| 2014-15 | Phoenix      | 16  | 1  | 8.9  | .308 | .500 | .500  | 1.8  | .3  | .3  | .1  | 2.0  |
| Total   | Total        | 140 | 31 | 14.2 | .371 | .167 | .702  | 3.5  | .5  | .3  | .2  | 4.6  |

### Playoffs
| Año   | Equipo   | PJ | PT | MPP | %TC  | %3P  | %TL  | RPP | APP | ROB | TPP | PPP |
| ----- | -------- | -- | -- | --- | ---- | ---- | ---- | --- | --- | --- | --- | --- |
| 2011  | Portland | 1  | 0  | .0  | .000 | .000 | .000 | .0  | .0  | .0  | .0  | .0  |
| Total | Total    | 1  | 0  | .0  | .000 | .000 | .000 | .0  | .0  | .0  | .0  | .0  |